# Irske pund
Irsk pund (irsk: Punt Éireannach; ISO 4217: IEP) var møntenheden i Irland fra 1938 til 2002. Et irsk pund var inddelt i 100 penny (irsk: pingin).
Irsk pund blev erstattet af euro den 1. januar 2002 og var indtil den 9. februar 2002 et lovligt betalingsmiddel. Ved overgangen til euro blev slutkursen fastsat til 1 EUR = 0,787564 IEP. Se irske euromønter.
Irlands medlemskab af det Europæiske Valutasystem i 1979 betød slutningen på pariteten med det britiske pund, som havde bestået i 150 år, selvom der i den tid har været forskellige mønter og sedler i omløb i Irland og Storbritannien. Før 1979 blev engelske sedler fra Bank of England ofte accepteret i Irland, mens irske sedler for det meste ikke blev godtaget i Storbritannien.
- Mønt: 1 Pund
- Underenhed: 1, 2, 5, 10, 20 og 50 pingin
- Sedler: 5, 10, 20, 50 og 100 IEP

Før omstillingen til decimalvaluta var der mønter i værdi af en farthing, en halv penny, en penny, tre pence, seks pence, en shilling, en florin og en halv Crown. Efter omstillingen blev der desuden præget ½-Penny-mønter fra 1971 til 1986 .
I årene 1928-1938 var den officielle benævnelse Saorstát pound («Fristatens pund»). 
Valutaen blev indført 1938, men pund i forskellige former har været valutaen i Irland siden år 997.